# Antígona do Epiro
Antígona (n. antes de 317 a.C., m. 295 a.C.) foi uma rainha do Epiro, ela era enteada de Ptolemeu I Sóter e esposa de Pirro.

## Família
Berenice I, sua mãe, filha de Magas e Antígona, fora casada com um nobre macedônio chamado Filipe, com quem teve pelo menos dois filhos, Magas (futuro Magas de Cirene) e Antígona, e possivelmente uma terceira, Texena.
Quando Ptolomeu I Sóter se casou com Eurídice, filha de Antípatro, Berenice foi junto com Eurídice para o Egipto. Enquanto Ptolomeu I Sóter estava casado com Eurídice, ele tomou Berenice como concubina. Da união de Ptolemeu I Sóter e Berenice nasceram Ptolomeu II Filadelfos, Arsínoe II e Filotera.

## Casamento com Pirro, rei do Epiro
Aos dezessete anos, Pirro, rei do Epiro, foi destronado, e Neoptólemo II de Epiro tornou-se rei. Nas guerras entre os diádocos, após a divisão do Império de Alexandre III, tomou parte pelo seu cunhado Demétrio I da Macedónia  e lutou a seu lado na Batalha de Ipso  (301 a.C.). Em 299 a.C., tornou-se refém de Ptolomeu I do Egito, num acordo entre este e Demétrio.
Pirro, vendo que, entre as mulheres de Ptolemeu I Sóter, a que tinha mais influência, virtudes e compreensão era Berenice I, passou a agradá-la, e foi escolhido, dentre os vários príncipes, para ser o marido de Antígona, filha de Berenice e Filipe. Pirro e Antígona se casaram em 299 ou 298 a.C..

## Rainha do Epiro
Ptolemeu I Sóter ajudou Pirro com dinheiro e armas, enviando-o ao Epiro para retomar o reino. Lá, porém, Pirro fez as pazes com Neoptólemo, e eles passaram a governar juntos.
Neoptólemo, porém, planejou envenenar Pirro; a conspiração foi descoberta por uma mulher de nome Phaenarete, que contou a Antígona, que contou a Pirro. Pirro, então, durante um sacrifício, matou Neoptólemo.

## Filhos e morte
Para homenagear Ptolemeu e Berenice, Pirro chamou seu filho com Antígona de Ptolemeu, e uma cidade que ele construiu no Epiro de Berenicis. Possivelmente ela foi a mãe de Olímpia, que se casou com seu irmão, Alexandre, e teve três filhos, Pirro, Ptolemeu e Fítia. Chris Bennett supõe que Olímpia fosse filha de Antígona pelo fato dela ter um filho de nome Ptolemeu, e que Antígona tenha morrido em 295 a.C., no sobreparto.
Após a morte de Antígona, Pirro casou-se várias vezes, fazendo várias alianças. Não há registro de filhos com a filha de Autoleon, rei dos Paeonians, mas Pirro foi o pai de Alexandre com Lanassa, filha de Agátocles de Siracusa e Heleno com Bircena, filha de Bardyllis, o ilírio. Pirro não indicou seu herdeiro, dizendo que seria aquele com a espada mais afiada.